# Korthkunda, Raichur
Korthkunda là một làng thuộc tehsil Raichur, huyện Raichur, bang Karnataka, Ấn Độ.